# Сукман

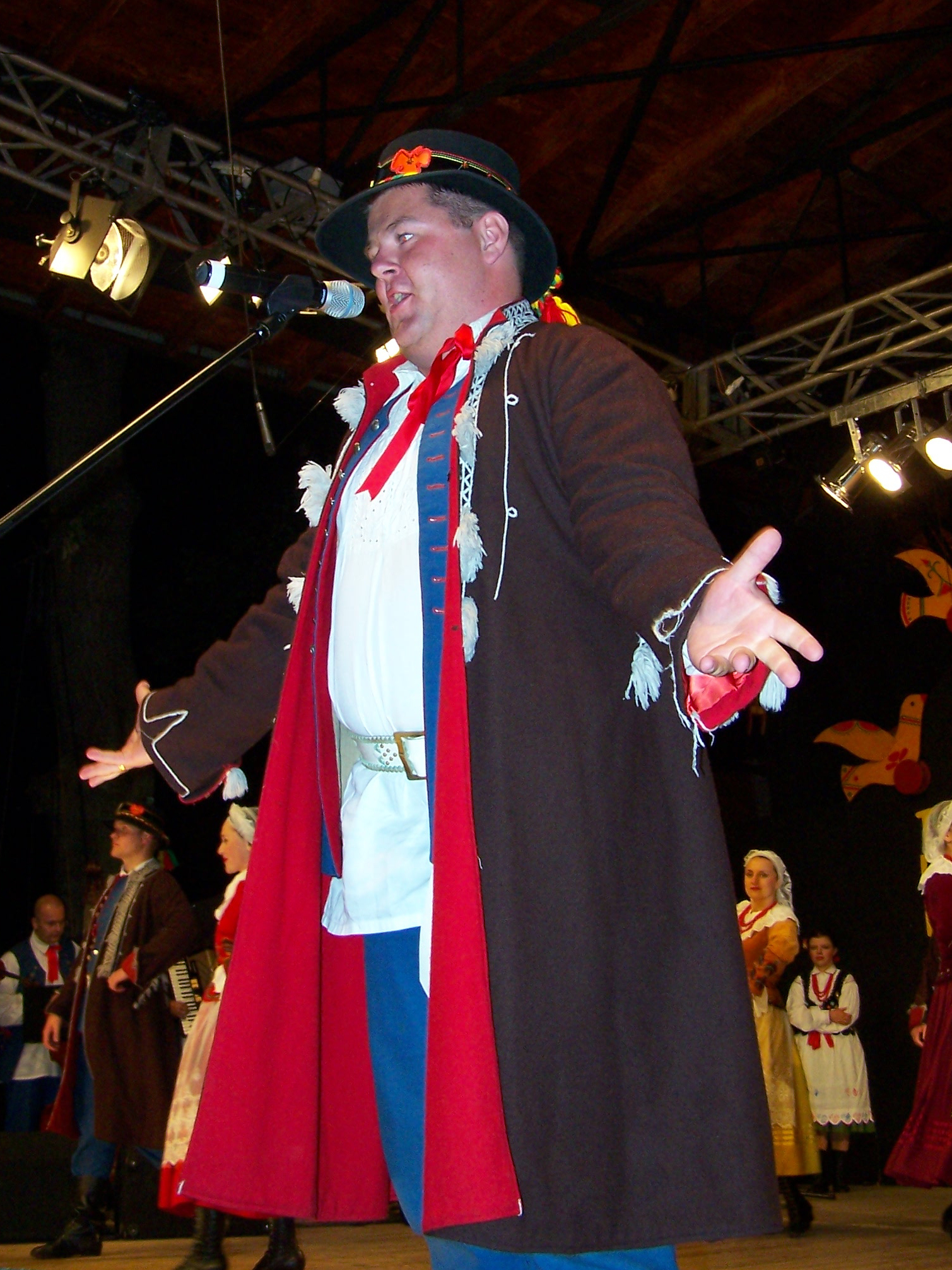
Чоловік у сукмані. Виступ гурту Połoniny з міста Ряшів на 43-му тижні Бескидської культури в Живці.

Сукма́н, сукма́на (пол. sukmana, яке є контамінацією sukno і czekman, «верхній одяг, чекмінь») — старовинний слов'янський переважно чоловічий верхній одяг з розширеними донизу полами. Подібний одяг був поширений і в Угорщині, де називався сокмань (угор. szokmány).
Сукман шився з доморобного сукна, довжиною сягав колін, довгі рукави доходили до зап'ястків, застібався на грудях. Сукно для сукманів фарбувалося рідко, частіше за все його колір залишали натуральним — сірим, коричневим.
Сукмани носили передусім селяни (хоча багатіші, наслідуючи шляхту, носили жупани). Сукман був як повсякденним, так і святковим одягом: у вихідному варіанті він прикрашався вишивкою, коміром, ґудзиками. У Польщі був одягом селян до 30-х років XX століття.
На Холмщині сукманою називали рід свити.
У Саратовській губернії сукманом називали сарафан з вовняної тканини, пофарбованої синьою фарбою. Також сукманом називають вовняний сарафан у Болгарії і на Дону. Сукман донських козачок має короткі вузькі рукави, короткий прямий розріз на мідних ґудзиках, обшитий по краях широкою шовковою стрічкою (такою само, червоною або синьою прикрашався поділ; нижче, по самому його краю також червоною тасьмою), його підперезували широким вовняним пасом найчастіше червоного або синього кольору.
На сукман дуже схожий за кроєм зипун — старовинний російський верхній одяг.